# Margon (Eure-et-Loir)
Margon foi uma comuna francesa na região administrativa do Centro, no departamento Eure-et-Loir. Estendia-se por uma área de 12,15 km². Em 2010 a comuna tinha 2 250 habitantes (densidade: 185,2 hab./km²).
Em 1 de janeiro de 2019, passou a formar parte da nova comuna de Arcisses.